# Pi Studios
Pi Studios — американская компания-разработчик видеоигр, основанная в 2002 году Робертом Эрвином, Джоном Фолкенбери, Робом Хейронимусом, Дэном Крамером и Питером Маком. Компания была основана в Плейно, Техас. В марте 2011 года было объявлено о закрытии студии, часть работников сформировало новую команду Category 6 Studios.

## Проекты студии
- Call of Duty: United Offensive (2004);
- Call of Duty 2 (2005) для Xbox 360 и ПК;
- Call of Duty: Big Red One (2005);
- Call of Duty 3 (2006), в том числе пакет карт Bravo Multiplayer Map Pack;
- Halo 2 (2007), в частности редактор карт и новые многопользовательские пакеты;
- Mercenaries 2: World in Flames (2008);
- The Beatles: Rock Band (2009);
- Wolfenstein (2009);
- Call of Duty: Black Ops
- Quake Arena Arcade (2010).